# إدوارد فوكس
إدوارد فوكس (بالإنجليزية: Edward Fox) (و. 1937 – م) هو ممثل، من المملكة المتحدة، ولد في تشيلسي، لندن.

## التعليم
تعلم في الأكاديمية الملكية للفنون المسرحية، في تخصص تمثيل، ومدرسة هرو.

## الخدمة العسكرية
خدم في الجيش البريطاني.

## جوائز
حصل على جوائز منها:
- نيشان الامبراطورية البريطانية من رتبة ضابط.

## وصلات خارجية
- إدوارد فوكس على موقع IMDb (الإنجليزية)
- إدوارد فوكس على موقع روتن توميتوز (الإنجليزية)
- إدوارد فوكس على موقع ألو سيني (الفرنسية)
- إدوارد فوكس على موقع ميوزك برينز (الإنجليزية)
- إدوارد فوكس على موقع أول موفي (الإنجليزية)
- إدوارد فوكس على موقع قاعدة بيانات الأفلام السويدية (السويدية)
- إدوارد فوكس على موقع إن إن دي بي (الإنجليزية)
- إدوارد فوكس على موقع ديسكوغز (الإنجليزية)
- إدوارد فوكس على موقع قاعدة بيانات الفيلم (الإنجليزية)
- إدوارد فوكس على موقع كينوبويسك (الروسية)